# Auricula (roman)
Auricula er en roman skrevet af den danske forfatter Per Højholt. Romanen handler om en flok ørers undfangelse og flakken omkring i Europa i det 20. århundrede.
Auricula udkom på forlaget Gyldendal i 2001 og blev indstillet til Nordisk Råds litteraturpris i 2003.